# Бутиков, Виталий Юрьевич
Бутиков Вита́лий Ю́рьевич (род. 19 июня 1987 года в Перми) — российский фигурист, выступавший в танцах на льду в паре с Кристиной Горшковой. С ней они победители зимней Универсиады 2011 года и бронзовые призёры чемпионата России 2009 года. Мастер спорта России международного класса..

## Карьера
Вместе с Кристиной Горшковой Виталий выступал с 1999 года. Их первый тренер, Татьяна Кузьмина, погибла в автомобильной катастрофе в июле 2007 года. Позднее пара занималась в школе фигурного катания Елены Чайковской.
В сезоне 2007—2008 годов пара выиграла этап юниорского Гран-при в Хорватии, стала второй на этапе в Германии и в финале они стали третьими. Позже, выиграли чемпионат России среди юниоров и на чемпионате мира среди юниоров стали третьими.
В сезоне 2008—2009 годов пара Горшкова/Бутиков начали выступать на «взрослом» уровне. Они участвовали в серии Гран-при на двух этапах Skate Canada и NHK Trophy, где стали четвёртыми и пятыми, соответственно. На своём первом «взрослом» чемпионате России завоевали бронзовые медали. Однако, несмотря на бронзу, на чемпионат Европы 2009 года пара не отобралась, из-за неучастия в национальном первенстве лидеров сборной Оксаны Домниной и Максима Шабалина, которым место на международных турнирах предоставлено Федерацией фигурного катания автоматически. В феврале 2009 года отправились на XXIV зимнюю Универсиаду, где стали четвёртыми, совсем не много, только 0.26 балла, проиграв завоевавшим бронзу украинцам Алле Бекназаровой и Владимиру Зуеву.

## Спортивные достижения
(с К. Горшковой)
| Соревнования                         | 2006—2007 | 2007—2008 | 2008—2009 | 2009—2010 | 2010—2011 | 2011—2012 | 2012—2013 |
| ------------------------------------ | --------- | --------- | --------- | --------- | --------- | --------- | --------- |
| Чемпионаты мира среди юниоров        | 4         | 3         |           |           |           |           |           |
| Чемпионаты России                    |           |           | 3         | 6         | 5         | 7         |           |
| Чемпионат России среди юниоров       | 3         | 1         |           |           |           |           |           |
| Этапы Гран-при: Cup of Russia        |           |           |           |           | 4         |           |           |
| Этапы Гран-при: Skate America        |           |           |           | 7         |           |           |           |
| Этапы Гран-При: Trophee Eric Bompard |           |           |           | 7         |           | 7         |           |
| Этапы Гран-при: NHK Trophy           |           |           | 5         |           |           |           |           |
| Этапы Гран-при: Skate Canada         |           |           | 4         |           | 6         |           |           |
| NRW Trophy                           |           |           |           |           |           |           | 4         |
| Турниры «Finlandia Trophy»           |           |           | 3         |           | 3         | 5         |           |
| Золотой конёк Загреба                |           |           | 2         |           | 2         |           | 6         |
| Mont Blanc Trophy                    |           |           |           | 2         |           |           |           |
| Зимние Универсиады                   |           |           | 4         |           | 1         |           |           |
| Финалы юниорской серии Гран-при      | 4         | 3         |           |           |           |           |           |